# Trần Thanh Mẫn
Trần Thanh Mẫn, né le 12 août 1962, est un homme politique vietnamien. Il est le vice-président de l'Assemblée nationale, avant d'en devenir le président le 20 mai 2024.